# João Paulo Souza
João Paulo Souza (Sorocaba, 3 de novembro de 1974), é um médico e cientista brasileiro dedicado à saúde coletiva e global.
Com mais de 250 artigos científicos publicados (incluindo 21 publicações Lancet), João Paulo possui alto impacto científico em sua área de atuação (índice H>100). Ao longo de sua carreira dedicou-se à saúde global, ao combate da mortalidade materna e à promoção de saúde. João Paulo se tornou professor titular da Universidade de São Paulo em 2015, atuando na área de promoção de saúde e prevenção de agravos. Entre 2020 e 2022, exerceu a chefia do Departamento de Medicina Social da Faculdade de Medicina de Ribeirão Preto da Universidade de São Paulo.
JP Souza trabalhou em diversas capacidades e posições na Organização Mundial da Saúde desde 2008. Implementou projetos de pesquisa e desenvolvimento em mais de 50 países, com destaque para os estudos globais de saúde materna e perinatal e de desenvolvimento de diretrizes globais. Trabalhou na sede da Organização, em Genebra, Suíça, entre 2008 e 2013, e entre 2016 e 2018. Em 2022, assumiu a direção do Centro Latino-Americano e do Caribe de Informação em Ciências da Saúde (BIREME). Localizada em São Paulo, a BIREME é uma unidade da OPAS/OMS que possui a missão de promover o acesso e o uso de informação científica para a ação em saúde.
João Paulo Souza é reconhecido por ser um dos desenvolvedores do conceito de near miss materno, de modelos de predição de desfechos de saúde (por exemplo, o C-Model e o Standard Mortality Index), e a teoria de transição obstétrica, que é utilizada no planejamento de programas para combater a mortalidade materna.  Desde 2015, ele também tem contribuído para a estruturação do conhecimento sobre medicinas tradicionais, integrativas e complementares, com o objetivo de incorporar práticas eficazes, seguras e culturalmente apropriadas nos sistemas de saúde nacionais.
Neste contexto, Souza tem especial interesse pela preservação dos conhecimentos tradicionais, o diálogo entre a ciência convencional, epistemologias emergentes e o conhecimento tradicional, além da utilização desses conhecimentos para guiar e acelerar a descoberta científica e o desenvolvimento econômico e social das comunidades que os detêm. A bioprospecção de substâncias potencialmente relevantes para a saúde é particularmente promissora. Outro tema de seu interesse são o jejum como uma prática tradicional que pode ser adaptada à atualidade e avaliada por métodos científicos convencionais e outras formas de aprendizado e saberes.

## Formação Acadêmica e Profissional
João Paulo Souza nasceu em Sorocaba, no Estado de São Paulo, em 03 de novembro de 1974. Estudou na Escola Municipal Dr Achilles de Almeida (ensino fundamental) e no Colégio Cidade de Sorocaba (ensino médio). Graduou-se em Medicina pela Faculdade de Medicina de Ribeirão Preto da Universidade de São Paulo (FMRP-USP) em 1998. Cursou dois programas de residência médica (Ginecologia e Obstetrícia e Medicina Intensiva) no Hospital das Clínicas da FMRP-USP. Entre 2003 e 2008, cursou mestrado e doutorado na Faculdade de Ciências Médicas da UNICAMP; com estudos na intersecção entre a epidemiologia, a saúde da mulher e a medicina intensiva, contribuiu para o desenvolvimento do conceito de near miss materno. Junto à FMRP-USP, em 2014, recebeu o título de livre-docência em Medicina Social e, no ano seguinte, obteve a titularidade em Medicina Social.